# Josef Růžička
Josef Růžička (Praga, Checoslovaquia, 17 de marzo de 1925-11 de abril de 1986) fue un deportista checoslovaco especialista en lucha grecorromana donde llegó a ser subcampeón olímpico en Helsinki 1952.

## Carrera deportiva
En los Juegos Olímpicos de 1952 celebrados en Helsinki ganó la medalla de plata en lucha grecorromana estilo peso pesado, tras el soviético Johannes Kotkas (oro) y por delante del finlandés Tauno Kovanen (bronce).